# مقاطعة دهقان
مقاطعة دهقان (بالفارسية: شهرستان دهاقان) هي إحدى مقاطعات محافظة أصفهان في إيران. عاصمة المقاطعة هي دهقان. حسب تعداد 2006، بلغ التعداد السكاني 34,149 نسمة في9,550 عائلة